# U-683
Unterseeboot 683 foi um submarino alemão do Tipo VIIC, pertencente a Kriegsmarine que atuou durante a Segunda Guerra Mundial.

## Comandantes
| Comandante           | Data                                         |
| -------------------- | -------------------------------------------- |
| Kptlt. Günter Keller | 30 de maio de 1944 - 20 de fevereiro de 1945 |

## Subordinação
Durante o seu tempo de serviço, esteve subordinado às seguintes flotilhas:
| Período                                        | Flotilha                                   |
| ---------------------------------------------- | ------------------------------------------ |
| 30 de maio de 1944 - 31 de dezembro de 1944    | 31. Unterseebootsflottille (treinamento)   |
| 1 de janeiro de 1945 - 20 de fevereiro de 1945 | 11. Unterseebootsflottille (serviço ativo) |